# Naudhia
Naudhia là một thị trấn thống kê (census town) của quận Sidhi thuộc bang Madhya Pradesh, Ấn Độ.

## Nhân khẩu
Theo điều tra dân số năm 2001 của Ấn Độ, Naudhia có dân số 7143 người. Phái nam chiếm 54% tổng số dân và phái nữ chiếm 46%. Naudhia có tỷ lệ 69% biết đọc biết viết, cao hơn tỷ lệ trung bình toàn quốc là 59,5%: tỷ lệ cho phái nam là 77%, và tỷ lệ cho phái nữ là 59%. Tại Naudhia, 15% dân số nhỏ hơn 6 tuổi.